# Borojoa sorbilis
Borojoa sorbilis är en måreväxtart som först beskrevs av Huber och Adolpho Ducke, och fick sitt nu gällande namn av José Cuatrecasas. Borojoa sorbilis ingår i släktet Borojoa och familjen måreväxter. Inga underarter finns listade i Catalogue of Life.